# Bandera de Guerrero
La bandera de l'estat de Guerrero consisteix en un rectangle de color blanc amb una proporció de quatre per set entre amplada i llargada. Al centre hi ha l'escut de Guerrero, col·locat de forma que ocupi tres quartes parts de l'amplada. La bandera va ser adoptada oficialment el 25 d'octubre de 2019 en el mandat d'Héctor Astudillo Flores, i recollit a la Ley del Escudo, la Bandera y el Himno.